# Еласона
Еласона (грч. Ελασσόνα Elassona) град је у средишњој Грчкој, у области Тесалије. Еласона припада округу Лариса у оквиру периферије Тесалије. 

## Положај
Град Еласона се налази на северном делу Тесалије, на 41 км удаљености северно од Ларисе. Град се налази на северном ободу равничарске Тесалије, у западном подножју познате планине Олимп. Надморска висина града је око 300 м.

## Становништво
У последња три пописа кретање становништва Еласоне било је следеће:
| 1981. | 1991. | 2001. |
| ----- | ----- | ----- |
| 7.146 | 7.225 | 7.233 |

Кретање броја становника у општини по пописима:
| 1981. | 1991.  | 2001.  | 2011.  |
| ----- | ------ | ------ | ------ |
| -     | 15,637 | 14,563 | 32.121 |